# باتريك هولت
باتريك هولت (بالإنجليزية: Patrick Holt)‏ هو ممثل بريطاني (وحمل سابقاً جنسية المملكة المتحدة لبريطانيا العظمى وأيرلندا)، ولد في 31 يناير 1912 في المملكة المتحدة، وتوفي في 12 أكتوبر 1993 بلندن في المملكة المتحدة.

## أعمال

### أفلام
- (1965) جنكيز خان
- (1965) كرة الرعد

## وصلات خارجية
- باتريك هولت على موقع IMDb (الإنجليزية)
- باتريك هولت على موقع ألو سيني (الفرنسية)
- باتريك هولت على موقع أول موفي (الإنجليزية)
- باتريك هولت على موقع قاعدة بيانات الأفلام السويدية (السويدية)
- باتريك هولت على موقع قاعدة بيانات الفيلم (الإنجليزية)
- باتريك هولت على موقع كينوبويسك (الروسية)